# Hugo I de Cavalcamp
Hugo I de Calvacamp también Hugues de Tosny (Tosny c. 880-c. 960) fue un noble normando de origen vikingo, señor de Cavalcamp y Tosny. Hijo de Malahulc, un barón de confianza de Hrolf Ganger; y de Maud (Mathilde) de Boulogne et Ternois, hija de Adalolphe de Boulogne.

## Herencia
Se desconoce el nombre de su esposa, pero los anales registran que tuvieron dos hijos varones:
- Hugo II de Cavalcamp (Wigo), arzobispo de Ruan.
- Raúl de Tosny, Señor de Tosny.

También una hija de nombre desconocido, que casó con un noble llamado Odo (Eudes) en primeras nupcias; tras enviudar, casó de nuevo con Henri, que pertenecía a la familia de Gautier II de Vexin, conde de Valois y Mantes.